# Yordy Reyna
José Yordy Reyna Serna, född 17 september 1993, är en peruansk fotbollsspelare som spelar för amerikanska Charlotte FC.

## Karriär
Den 19 september 2020 värvades Reyna av amerikanska DC United. Den 17 december 2021 värvades Reyna av Charlotte FC inför deras första säsong i Major League Soccer 2022.